# Daniel Bailey
Daniel Bailey (Antigua y Barbuda, 9 de septiembre de 1986) es un atleta antiguano especializado en la prueba de 60 m, en la que consiguió ser medallista de bronce mundial en pista cubierta en 2010.

## Carrera deportiva
En el Campeonato Mundial de Atletismo en Pista Cubierta de 2010 ganó la medalla de bronce en los 60 metros, llegando a meta en un tiempo de 6.57 segundos, tras el británico Dwain Chambers (oro con 6.48 segundos) y el estadounidense Mike Rodgers (plata).